# Crucifix de Spolète

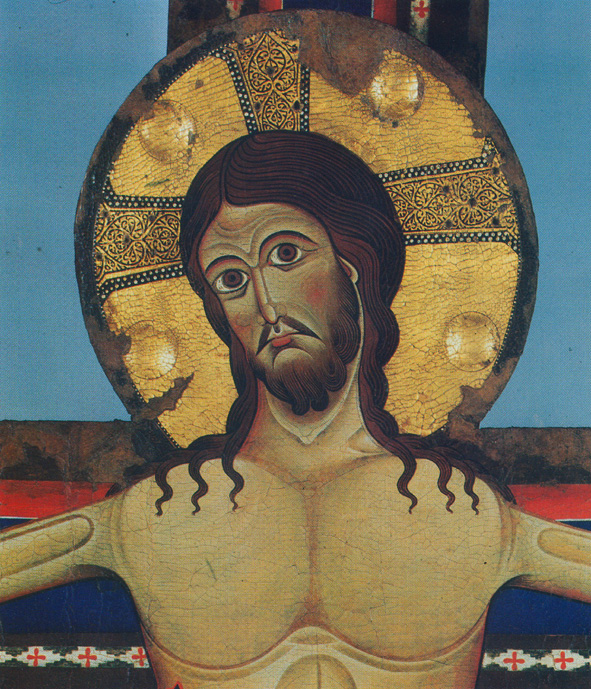
Figure du Christ.

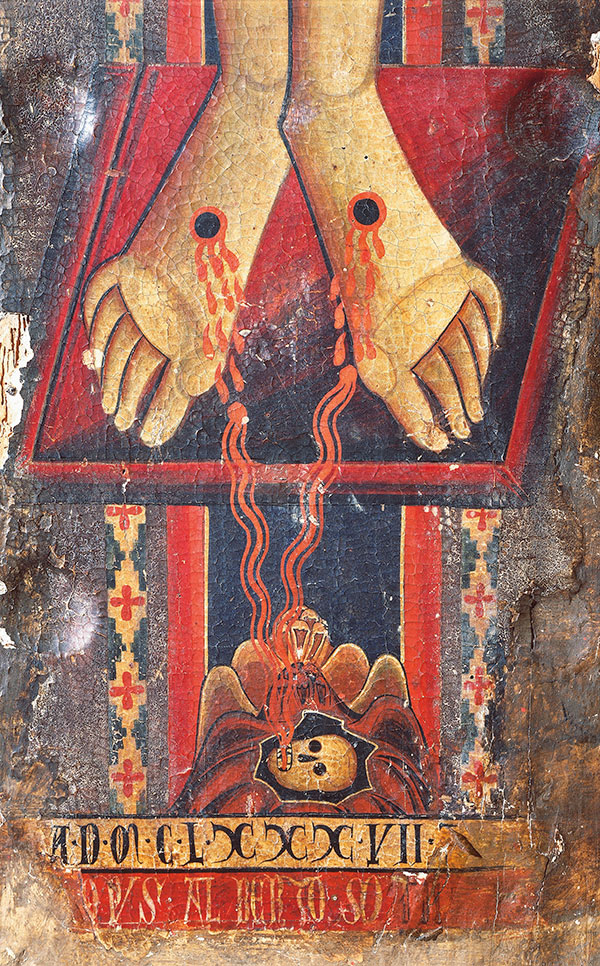
Partie basse de la croix (soppedaneo)

Le Crucifix de Spolète est un  grand crucifix peint  en  tempera sur parchemin appliqué sur bois, réalisé en 1187 par  Alberto Sotio ; la grande croix peinte est exposée et conservée dans la  cathédrale de Spolète.
Le crucifix est signé et daté  dans la partie inférieure de la figure du crâne d'Adam sous l'image du Christ « OPUS ALBERTO SO 1187 ».

## Histoire
Le crucifix peint d'Alberto Sotio a été réalisé en 1187 pour la petite église romane Saint-Jean-et-Saint-Paul  de Spolète. Elle est restée à cet endroit jusqu'en 1877, année durant laquelle l'œuvre a été transférée dans la cathédrale de Spolète.
Elle est située dans une niche de la nef gauche de l'édifice.

## Description
Le crucifix a été peint sur parchemin appliqué au bois.
Le Crucifix de Spolète respecte les conventions du Christus triumphans, Christ mort mais triomphant sur la croix, issu de l'iconographie religieuse gothique médiévale occidentale (qui sera à son tour remplacé par le Christus patiens, résigné à la mode byzantine de Giunta Pisano et ensuite, à la pré-Renaissance, par le Christus dolens des primitifs italiens).
Attributs du Christus triumphans montrant la posture d'un Christ vivant détaché des souffrances de la Croix :
- Tête relevée (quelquefois tournée vers le ciel), ici très auréolée,
- yeux ouverts,
- corps droit,
- du sang peut s'écouler des plaies.

Scènes complémentaires
- cimaise incomplète (partie haute détachée) : Dieu le père entouré d'un ange bleu et d'un ange rouge en mandorle.
  - En dessous phylactère avec inscription « IHC NAÇARENUS REX IUDEORUM  »
- tabelloni de chaque côté du Christ : Marie (symbole de l'Église) et Jean (symbole des saintes écritures) debout en entier[2]. Leurs noms sont inscrits en blanc sur fond rouge.
- partie basse de la croix (soppedaneo) : Golgotha avec le crâne d'Adam, date MCLXXXVII (1187) (noir sur fond blanc) et un fragment de texte « OPUS ALBERTO SO» (or sur fond rouge).
- titulus entouré d'anges bleu et rouge
- Sous les bras et le long des jambes jusqu'aux pieds se trouve une corniche couleur or[3].

## Analyse stylistique
« L'usage raisonné des couleurs bleue et rouge : le bleu est la teinte dominante, celle qui sert au fond à la figure ; le rouge est son contrepoint. Par la distribution de ces deux teintes, Sozio parvient à indiquer l'ordre suivant lequel il faut regarder les différentes parties du Crucifix. »

— Daniel Russo cité en lien externe
- le bleu souligne les endroits clefs de l'image en s'imposant en écran :
  - côtés du Christ,
  - vêtements de Marie et de Jean,
  - deux touches disposées à la verticale
  - clipeus  en haut, celui où  Dieu le Père apparaît en majesté[4],[5]
  - sur le patibulum derrière les bras du Christ, marquant leur  écartement
  - les lettres du titulus
  - le texte de la signature du bas de la croix
- le rouge pour différencier les parties de la composition :
  - bordure supérieure du patibulum
  - pourtour des scènes
  - limite entre les pieds du Christ et la scène du pied de la croix
  - ourlets des manteaux de la Vierge et de Jean
  - alternance de couleur des tuniques des  anges
  - gouttes de sang des plaies du Christ

Ces dernières mettent l'image en mouvement par leur ruissellement, en particulier le jet de sang jaillissant au-dessus de la Vierge  à partir de la blessure du flanc droit.
Cet usage des couleurs entre fond et détails entraîne un  parcours ritualisé du regard du spectateur des marges au centre.